# Штефан Кунц
Штефан Кунц (Нојнкирхен, 30. октобар 1962) бивши је немачки професионални фудбалер, играо је на позицији нападач. Наступао је за репрезентацију Немачке у периоду између 1993—1997. године, стигавши до четвртфинала Светског првенства 1994. и победивши на Европском првенству 1996. Постигао је шест голова за репрезентацију, укључујући у полуфиналној победи против репрезентације Енглеске. 
Од 2006. до 2008. године био је спортски директор Бохума. Између 2008. и 2016. био је председник одбора Кајзерслаутерна. Био је тренер јуниорске репрезентације Немачке од 2016.

## Каријера

### Клуб
Сениорску каријеру је започео 1980. у Борусији Нојнкирхену. Године 1983. је играо у Бохуму, 1986. у Ирдингену 05, а 1989. у Кајзерслаутерну. У Бундеслиги Немачке је наступио у 449 утакмица и постигао је 179 голова. Године 1986. и 1994. изабран је за најбољег стрелца.
Године 1995. је потписао уговор са турским Бешикташом, на захтев тренера Кристофа Даума. Постигао је први гол 24. септембра 1995. у петом колу првенства.
Следеће године је играо за Арминију из Билефелда, од 1998. за Бохум, 2002. за Фурпач и 2004. потписао је уговор са Лимбахом.

### Репрезентација
Био је члан јуниорске репрезентације Немачке 1983—1985. године. 
Као члан репрезентације Немачке од 1993, играо је на Европском првенству 1996, где је имао кључну улогу у утакмици против репрезентације Енглеске у полуфиналу, постигавши изједначујући гол за 1:1 убрзо након што је Енглеска повела. Укупно је за репрезентацију постигао шест голова.

### Тренер
Тренерску каријеру је започео 1999. у Борусији Нојнкирхен. Следеће године је био тренер Карлсруеа, 2003. Ваљдофа и Ахлена. Као тренер јуниорске репрезентације Немачке освојио је 2017. два Европска првенства до 21 године. У финалу су победили репрезентацију Шпаније са 1:0, а 2021. репрезентацију Португала са истим резултатом.

## Успеси

### Клуб

#### Кајзерслаутерн
- Куп Немачке: 1989/90.
- Бундеслига Немачке: 1990/91.
- Суперкуп Немачке: 1991.[10]

### Репрезентација

#### Немачка
- Европско првенство: 1996.

### Тренер

#### Немачка
- Европско првенство до 21 године
  - Шампиони: 2017, 2021.
  - Другопласирани: 2019.

### Индивидуални
- Фудбалер године: 1991.
- Најуспешнији стрелац Бундеслиге: 1986.
- Најуспешнији стрелац купа Немачке: 1988, 1990.